# Otto Braun (író)

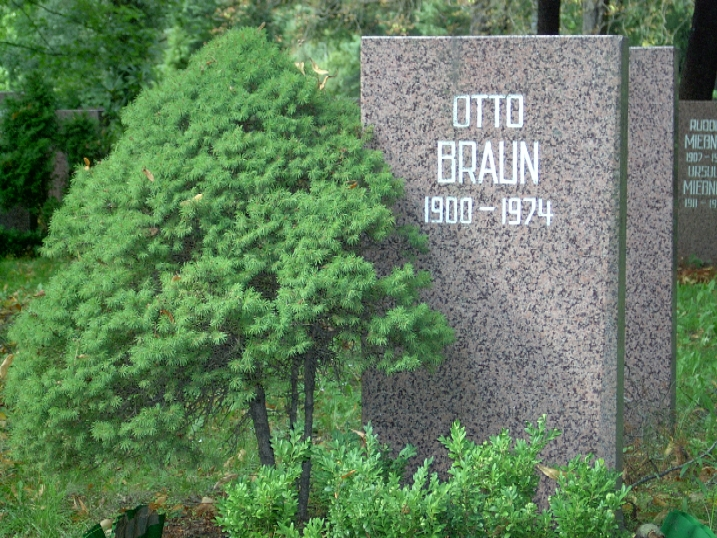
Otto Braun sírja Berlinben, a friedrichsfeldei központi temetőben

Otto Braun (Ismaning, 1900. szeptember 28. – Várna, 1974. augusztus 15.) német író, kommunista funkcionárius, a Német Demokratikus Köztársaság írószövetségének első titkára; 1932–1939 között a Kommunista Internacionálé katonai tanácsadója Kínában, a hosszú menetelés egyetlen külföldi résztvevője. Kínai neve Li Tö (Li De) volt.(李德, Lǐ Dé, azaz Li, a német, németes átírásban Li Teh).

## Élete és tevékenysége
Apja könyvelő, anyja tanárnő volt. 1913 és 1919 között a pasing-i tanítóképzőben tanult. Az első világháború alatt csatlakozott a Freie Sozialistische Jugend (FSJ) baloldali ifjúsági szervezethez. Részt vett a Bajor Tanácsköztársaság létrehozásában. 1919-ben belépett Németország Kommunista Pártjába, és 1926-ig annak elhárító- és hírszerző szervezetében tevékenykedett, valamint 1921-től a párt sajtójában is dolgozott szerkesztőként.
1921 júliusában a rendőrség letartóztatta, mert Freyberg ezredestől, egy fehérorosz emigránstól érzékeny dokumentumokat lopott. A bíróság előtt sikerült magát szélsőjobboldali érzelműnek prezentálnia, ezért csak enyhe ítéletet kapott, és annak letöltésére sem vonult be a börtönbe, hanem illegalitásba ment. 1925-től a szovjet GRU katonai hírszerző szervezet számára is dolgozott.
1926 szeptemberében újra elfogta a rendőrség más ügyben, de ekkor a Freyberg-ügy miatti büntetését is le kellett volna töltenie. 1928-ban az élettársa, Olga Benario által vezetett csoport kiszabadította börtönből, majd szerelmével együtt Moszkvába menekült. A vakmerő szökés nagy nemzetközi sajtóvisszhangot váltott ki.
Braun és Benário útjai 1931-ben elváltak. Olga Luís Carlos Prestes brazil forradalmár felesége lett és vele Brazíliába utazott. Az ottani diktatúra azonban letartóztatta és kiadta Németországnak, ahol végül a Gestapo börtönében lelte halálát.

### Kínában
Braun elvégezte a Frunze Katonai Akadémiát, a Vörös Hadsereg tisztje lett. 1932 és 1939 között a GRU és a Kommunista Internacionálé Végrehajtó Bizottsága megbízásából osztrák útlevéllel Kínába utazott azzal a feladattal, hogy a Kínai Kommunista Párt katonai tanácsadója legyen a japán megszállókkal és a Csang Kaj-sek (Chiang Kai-shek) vezette Kuomintang (Guomindang)-kormányzattal vívott harcában. Először a japán megszállás alatt lévő Mandzsúriában, Harbinban telepedett le, majd Sanghajba utazott. Itt csatlakozott a Komintern helyi, szigorú konspiráció mellett működő képviseletéhez és felvette a kapcsolatot a KKP Központi Bizottságával. 1933 szeptemberében utazott a Csianghszi (Jiangxi) tartományba, a kínai kommunisták ellenőrzése alatt álló központi szovjetterületre. Itt kezdte meg katonai tanácsadói munkáját Kínai Népi Felszabadító Hadsereg tanácsadójaként. Kínai neve Li Tö (Li De) volt. Tanácsadói munkája során gyakran ellentétbe került Mao Ce-tung (Mao Zedong) elképzeléseivel. A kínai Vörös Hadsereg 1934 során elszenvedett nagy veszteségei miatt került sor a nagy stratégiai visszavonulásra, a hosszú menetelésre, amelynek során, nagy veszteségek árán, sikerült a Kínai Kommunista Párt vezetését és a hadsereg magját átmenteni Kína északi területeire. Otto Braun volt a hosszú menetelés egyetlen külföldi résztvevője.
Braunt 1939-ben hívták vissza a Szovjetunióba. Ekkorra már csökkent a sztálini tisztogatások terrorhulláma, így kisebb kellemetlenségekkel megúszta a beszámolást Kínában végzett munkájáról. Bizalmi beosztást azonban nem kapott, 1939 és 1941 között a moszkvai idegen nyelvű könyvkiadónál dolgozott szerkesztőként és fordítóként. Később a német hadifoglyok, főleg a tisztek körében végzett politikai munkát, antifasiszta és baloldali orientációjuk megteremtése, erősítése érdekében. E célból hozták létre a hadifoglyok körében a Nationalkomitee Freies Deutschland („A szabad Németország nemzeti bizottsága”) nevű szervezetet. Később fordítóként és íróként dolgozott Moszkvában majd Krasznogorszkban.

### Az NDK-ban
Sztálin halála után, 1954-ben térhetett vissza az NDK-ba. Belépett a NSZEP-be (Németország Szocialista Egységpártja). Az e párt központi bizottsága mellett működő Társadalomtudományi Intézet szerkesztőjeként főleg Lenin munkáinak német nyelvű kiadásán dolgozott.
1961 és 1963 között a Német Írószövetség első titkára volt, majd háttérbe szorult, nyugdíjas lett. A szovjet-kínai vita kiéleződése során, 1959 és 1964 között aktívan részt vett a kínai vezetés elleni sajtókampányban. Ekkor hozta nyilvánosságra, a Neues Deutschland 1964. május 27-i számában, hogy ő volt Li Tö (Li De) (németes átírásban Li Teh) a hosszú menetelés idején.
A hatvanas évek második felében megírta kínai emlékiratait, amit magyarul is kiadtak. Ez az írás is hozzásegítette, hogy újra bekerült a hatalom kegyeltjei közé; megkapta a Marx Károly Rendet, a Nagy Honvédő Háború Érdemrendet és az NDK és a Szovjetunió egy sor más magas kitüntetését. 1974-ben egy bulgáriai nyaralás során hunyt el.

## Kínai elismerés
Otto Braunt 2006-ban, a hosszú menetelés 70. évfordulója alkalmából a pekingi társadalomtudományi akadémia a modern Kína történelmében legjelentősebb szerepet játszó 50 külföldi személy közé választotta.

## Művei
- In der Münchner Freien Sozialistischen Jugend (A müncheni Szabad Szocialista Ifjúság szervezetben). Berlin 1959
- Chinesische Aufzeichnungen (1932-1939). Berlin 1972. (Kínai jegyzetek)
  - Menetelés Kínában. 1932–1939; fordította: Tandori Dezső; Kossuth, Budapest, 1975